# ダグ・コリンズ
ダグ・コリンズ（Doug Collins）こと、ポール・ダグラス・コリンズ （Paul Douglas Collins, 1951年7月28日 - ）は1970年代のプロリーグNBAのフィラデルフィア・76ersで活躍したアメリカ合衆国の元バスケットボール選手、指導者、及び1972年ミュンヘンオリンピック銀メダリスト。現在はシカゴ・ブルズのチーム相談役。イリノイ州クリストファー出身、イリノイ州立大学卒業。ポジションはシューティングガード、身長198cm、体重82kg。
1973年の入団以来フィラデルフィア・76ers一筋でプレイし、一時低迷を極めた76ersの復興を助けた。引退後は各球団のヘッドコーチを歴任し、若かりし日のマイケル・ジョーダンを指導したことでも知られる。

## 悲劇のミュンヘン
イリノイ州立大学在学中にオールアメリカンに選ばれるなど優秀なバスケットボール選手だったポール・ダグラス・コリンズは、ミュンヘンオリンピックにアメリカ代表として出場した。1936年のオリンピック競技正式採用以来、男子バスケットボールの金メダルを逃したことがなかったアメリカ代表だったが、ミュンヘン大会でついにその威信が揺らぐことになる。この年の代表は例年に比べ後にプロの世界で勇名を轟かせるような選手は少なかったが、それでも予選リーグ、決勝トーナメントとも全く危なげなく勝ち抜き、決勝でソ連との対戦を迎えた。この試合でアメリカ代表は初めて接戦を演じ、試合は残り10秒を切ってアメリカが48-49と1点ビハインドを背負わさる絶体絶命の危機に陥っていた。しかしコリンズがソ連のパスを見事にスティールし、そのままワンマン速攻に走った。レイアップは外れたものの、ソ連選手からファウルを引き出し、フリースローを貰ったコリンズは2本とも決めて、アメリカは50-49で逆転を果たした。残り3秒から逆転を狙うソ連の攻撃は残り1秒の時点で、コート内に観衆がなだれ込んだとして、審判により中断された。オフィシャル席からは残り3秒に戻して再開との指示が発せられ場内にもアナウンスがされた。試合が再開され、ソ連のシュートが外れたのを見て、安堵のため息を漏らし、そしてアメリカの金メダルを祝った。しかし、オフィシャル席からアメリカ代表への冷水が飛んだ。審判と計時係のミスから、実際には時計は残り3秒に戻されず、再開後1秒で試合終了のブザーがなったとし、今のプレイも無効にして再び残り3秒から試合を再開せよと命じたのである。そして試合は再開され、ソ連ゴール下からの超ロングパスはアメリカゴール下のアレクサンドル・ベロフに渡りブザーがなる前にシュートを決めた。今度は何処からも物言いの声は掛からず、ソ連の初金メダルと、アメリカの初銀メダルが決まった。コリンズにとっては苦い苦い銀メダル獲得となった。この決定を不服としたアメリカ代表は表彰式をボイコットした。また、アメリカは銀メダルの受け取りを拒否し、それは今もミュンヘン市役所の金庫に眠っている。

## NBAキャリア
オリンピックでは期待とは外れた結果となったが、コリンズのバスケ選手としての評価はさらに高まり、大学を卒業したコリンズは1973年のNBAドラフトでフィラデルフィア・76ersから全体1位指名を受ける（同時にABAのデンバー・ナゲッツからも指名を受けている）。なお、当時のドラフトは前年の成績の低いチーム順から先に指名できるという制度だったが、76ersは前年に9勝73敗というNBA歴代最低勝率をたたき出した上での堂々の1位指名権獲得であり、コリンズはそんな最下位チームに歓迎されてのNBA入りとなった。しかしコリンズのルーキーイヤーは僅か25試合の出場のみに留まり、成績も1位指名にしては物足りない平均8.0得点に終わっている。しかし本格参戦となった翌1974-75シーズンには素晴らしい成長を見せると、1975-76シーズンには平均20.8得点まで成績を伸ばす。チームもコリンズの成長に合わせるかのように勝率が右肩上がりし、9勝しか出来なかった3年前が嘘のようにこのシーズンは46勝をあげ、プレーオフにも復帰した。1976-77シーズンにはかつてのチームのエースだったビリー・カニンガムが引退し（後に76ersのヘッドコーチに就任）、新たにABAの超大物、ジュリアス・アービングが入団。このシーズンは50勝をあげ、NBAファイナルにも進出を果たした。コリンズはアービングの相棒として毎シーズン平均19得点前後をあげる有力なスコアラーとして活躍し、76ersは1970年代後半から80年代前半にかけてのリーグを代表する強豪チームとして君臨。1979-80シーズンには再びファイナル進出を果たすが、コリンズ在籍中にはついぞ優勝を果たすことは無かった。またこのシーズン中に負った故障がコリンズのキャリアに大きく影響を及ぼし、コリンズは翌1980-81シーズンに、30歳を前に現役引退を強いられた。
NBA8シーズンの成績は415試合の出場で、通算7,427得点1339リバウンド1368アシスト、平均17.9得点3.2リバウンド3.3アシストだった。

## コーチキャリア
1986-87シーズンからシカゴ・ブルズのヘッドコーチに就任。3シーズン指揮し、毎年プレーオフには導いていたが、そのプレーオフでは毎回バッドボーイズ時代のデトロイト・ピストンズの前に敗れており、1988-89シーズンを最後にコーチの任を解かれた。後任にはフィル・ジャクソンが就任し、彼は後にブルズを2度の三連覇に導いている。1995-96シーズンにはグラント・ヒル時代のピストンズのヘッドコーチに就任し、やはり3シーズンだけ指揮を執った。2年目の1996-97シーズンには54勝28敗の好成績に導くも、翌1997-98シーズンに負け越したことで、シーズン終了を待たずに解任された。ピストンズ退団後、テレビの解説者を務めた後、2001-02シーズンから2シーズンだけワシントン・ウィザーズを率いたが、成績は振るわなかった。ウィザーズ退団後も再びテレビ解説者に就いた。
コーチ成績は8シーズン619試合の指揮で、332勝287敗、勝率.536、プレーオフ進出は5回だった。コーチとしてのコリンズはどちらかと言えば放任主義であり、彼のもとでマイケル・ジョーダンは自由にプレイし、その才能を遺憾なく発揮することができた。一方で必要以上に選手と親しくなり過ぎるという指摘もあった。
2010-11シーズンよりフィラデルフィア・セブンティシクサーズのヘッドコーチに就任することとなった。2011-12シーズンのプレイオフでは第8シードでありながらブルズ相手にアップセットを果たすなど新たに実績を残した。